# Ulf Stolt
Ulf Georg Stolt, född 29 februari 1964 i Uppsala, är en svensk chefredaktör och ansvarig utgivare för gatutidningen Situation Sthlm. 
Han växte upp i Linköping, där han gick grundskola och tvåårig gymnasieskola. Under några år i mitten av 1980-talet skrev han en kåserispalt i lokaltidningen Östgöta Correspondenten. Han flyttade till Stockholm 1987. 1995 började han arbeta på Situation Sthlm, då en nystartad gatutidning, och han blev tidningens chefredaktör två år senare, en befattning han behållit sedan dess.
I dag är han en av tidningens tre ägare och skriver själv personporträtt, artiklar, reportage, recensioner och korta texter samt en krönika varje månad. Under Ulf Stolts ledning har Situation Sthlm utvecklats från en marginaltidskrift till en respekterad kultur- och samhällstidskrift med en månadsupplaga på 33.100 exemplar (TS helår). Tidningen har belönats med både Svenska PEN-klubbens Bernspris 2005 och Publicistklubbens Stora Pris 2006.
Ulf Stolt tilldelades 2015 Sveriges tidskrifters Stora pris med motiveringen: "I 20 år har han verkat för god journalistik med socialt ansvar som en viktig del av verksamheten. Han och hans medarbetare har fått en lokal tidskrift att beröra och sälja på gator och torg. I dag har tidskriften en imponerande upplaga i en tuff situation för tryckta tidningar. Bra journalistik i kombination med engagemang för de utsatta i samhället har lett till ett framgångskoncept att lära av. Hans kreativitet och engagemang inger hopp för framtidstro"
Ulf Stolt var en av redaktörerna för boken Hemlös – med egna ord som gavs ut av Pocketförlaget 2008. Boken är en samling av försäljarnas texter, tidigare publicerade i Situation Sthlm. Boken såldes i över 40.000 exemplar och tilldelades det årets Silverpocket för ”Årets mest sålda fackbok” vid Pocketgalan 2009. Ulf Stolt var också redaktör för, och skrev förordet till, Raines Dagbok – tolv år på gatorna i Stockholm 1998-2010, som gavs ut av NoNa Förlag 2010. Han var också redaktör för boken Hemlös - mer egna ord: Situation Sthlm 2008-2014" som gavs ut 2015, i samband med att Situation Sthlm funnits i 20 år. Boken är, precis som föregångaren, en samling av försäljarnas texter som tidigare publicerats i Situation Sthlm. 
Ulf Stolt har även medverkat med texter i antologier om Kent och Thåström och var en av skribenterna i boken Springsteenland.
2019 mottog Ulf Stolt S:t Eriksmedaljen som ges till stockholmare som genom sin verksamhet eller insatser anses förtjänta av en sådan utmärkelse från staden.
Han är bosatt på Södermalm i Stockholm.